# A Quick One, While He's Away
«A Quick One, While He's Away» es un popurrí de 1966 escrito por Pete Townshend y grabado por The Who para su álbum A Quick One. La canción también aparece en el álbum en directo BBC Sessions. En el álbum de la banda, Live at Leeds, Townshend llama a los 9 minutos de la canción como «épicos», define a la canción como una «mini-ópera» y la presenta como una historia acerca de los padres de Tommy. Esta canción relata la historia de una mujer sin nombre que se queda sin su amor casi un año completo. Sus amigos le informan que tienen un remedio para ello, este se llama Ivor, un conductor de trenes. Cuando su amor regresa, la muchacha confiesa su infidelidad, y en última instancia, es perdonada.

## Estructura
La canción se compone de seis partes distintas.
1. «Her Man's Gone» (00:00 - 00:21)
2. «Crying Town» (00:22 - 01:58)
3. «We Have a Remedy» (01:59 - 03:31)
4. «Ivor the Engine Driver» (03:32 - 05:13)
5. «Soon Be Home» (05:14 - 06:39)
6. «You Are Forgiven» (06:40 - 09:10)

Comienza con una introducción a capella cantada por todos los miembros de la banda, titulada «Her Man's Gone», donde en cortos párrafos narra que el hombre de la mujer, se ha ido por casi un año. En «Crying Town», canción cantada por Roger Daltrey con un registro muy bajo a su habitual voz, se muestra la desdicha de la mujer por el alejamiento de su amor. Daltrey también canta «We Have a Remedy», donde un grupo de amigos de la mujer, intentan remediar su tristeza afirmándole que tienen un remedio para ella. El bajista de la banda, John Entwistle, canta «Ivor the Engine Driver», que narra la presentación del «remedio» la mujer, llamado Ivor, y que la invita a sólo pasar un buen rato con él. En un armónico coro, «Soon Be Home», el ausente amor de la mujer anuncia su pronta llegada. La última parte, «You Are Forgiven», es la única cantada por Pete Townshend como voz principal en todo el álbum (excepto unos fragmentos de «Heat Wave»), y es donde concluye la historia con la mujer feliz por la vuelta de su amor, confesándole a este su infidelidad, pero siendo perdonada.

## Concepto
Se considera a la canción, como una depuración del concepto ópera rock que la banda previamente había trabajado en «Quads», un proyecto no terminado que derivó en la canción «I'm a Boy», y fue base de la posterior creación Tommy. La canción hizo aparición en numerosas presentaciones en vivo. Aparece en el álbum Live at Leeds, donde Daltrey y Townshend, cambian la palabra «girl» por «girl guide», en The Rolling Stones Rock and Roll Circus que aparece en el documental The Kids Are Alright y en la video-compilación del grupo llamado Thirty Years of Maximum R&B como también en su banda sonora.
Otra versión de esta canción está disponible en el DVD At Kilburn 1977 + Live at the Coliseum, con una larga reseña de Townshend sobre la canción y constantes comentarios humorísticos de Keith Moon. Sin embargo, debido a problemas con las cámaras, parte de la actuación se ha perdido, siendo reemplazadas por imágenes estilizadas. 
La sección en la que la banda repite la palabra «chelo» (en «You Are Forgiven») se hizo como una broma. La banda quería una sección de cuerda para incorporar a la canción, propuesta que Kit Lambert no permitió, por lo que decidieron repetir el nombre del instrumento donde se suponía que iba a sonar.
La versión de Live at Leeds fue utilizada en la banda sonora de la película Rushmore (sin embargo la versión del Rock and Roll Circus, específicamente «You Are Forgiven», se utilizó para la película). 
Una pequeña versión de «You Are Forgiven», fue utilizada para poner fin a un concierto en el Wembley Arena el 16 de noviembre de 2000. Esa fue la primera vez que una parte de la canción fue tocada en vivo desde 1970, y también la última vez hasta ahora. La canción fue ensayada para su inclusión en The Who Tour 2006–2007 por América del Norte, pero finalmente no fue parte de la lista.

## Versiones
Graham Coxon interpretó la canción a finales del 2004 en la fiesta de Navidad del dúo Queens of Noize.
La banda de rock americana My Morning Jacket, versionó la canción en el Bonnaroo Music Festival, como también, en diversas giras europeas durante la entrada a escenario de Eddie Vedder, vocalista del grupo Pearl Jam. Una de esas ocasiones (el 19 de septiembre de 2006 en Torino) fue documentada como bonus track en la versión de DVD de Immagine in Cornice.
Green Day grabó una versión de la canción que fue incluida en el bonus track en las ediciones de lujo (de iTunes) de su álbum 21st Century Breakdown. También la interpretaron en vivo el 28 de julio de 2009 en un concierto en el Madison Square Garden, y el 25 de abril de 2010 en el New York City's Bowery Electric como Foxboro Hot Tubs, el proyecto paralelo de la banda; la banda californiana volvió a tocar esta canción al completo el 24 de agosto de 2013 en el festival de Leeds.